# Roger Gries
Roger William Gries OSB (ur. 26 marca 1937 w Cleveland, Ohio) – amerykański duchowny katolicki, benedyktyn, biskup pomocniczy diecezji Cleveland w latach 2001–2013.

## Życiorys
Święcenia kapłańskie otrzymał w dniu 16 maja 1963. Po święceniach został wikariuszem parafii św. Weroniki w Chicago. Rok później przeniósł się do Cleveland i został nauczycielem w zakonnym liceum. W latach 1977–1981 był przeorem, a w latach 1981–2001 opatem opactwa benedyktynów w Cleveland.
3 kwietnia 2001 mianowany biskupem pomocniczym Cleveland ze stolicą tytularną Praesidium. Sakry udzielił mu bp Anthony Pilla. Na emeryturę przeszedł 1 listopada 2013.